# SHC014-CoV
SHC014-CoV هو فيروس كورونا شبيهٌ بفيروس السارس (SL-COV) الذي يصيب الخفافيش التي تنتمي لفصيلة خفافيش حدوة الحصان (الاسم العلمي: f. Rhinolophidae)، والذي اكتُشف لأول مرة في الصين في عام 2013. في عام 2015، أجرى معهد ووهان للفيروسات بحثًا يظهر أن الفيروس يمكن توظيفه ليُسبب إصابة معدية لسلالة خلايا هيلا البشرية، وذلك من خلال استخدام علم الوراثة العكسي لإنشاء فيروس خيمري (مُركب) يتكون من بروتين سطحي SHC014 ومن العمود الفقري لفيروس السارس. مع ذلك، فقد ثبت أنَّ هذا الفيروس يختلف في أكثر من 5000 نوكليوتيدات عن فيروس فيروس كورونا المرتبط بالسارس النوع 2، والذي سبب جائحة 2019–20 بين البشر.